# Яунпилсский край
Я́унпилсский край (латыш. Jaunpils novads) — административно-территориальная единица в центральной части Латвии, в историко-культурной области Земгале. Край состоит из двух волостей, центром края является село Яунпилс.
Край был образован 1 июля 2009 года из части расформированного Тукумского района.
Площадь края — 210,2 км². Граничит с Броценским, Кандавским, Тукумским, Добельским краями.

## Население
На 1 января 2010 года население края составляло 2743 человека.
Национальный состав населения края по итогам переписи населения Латвии 2011 года:
| Национальность | Численность, чел. (2011) | %        |
| -------------- | ------------------------ | -------- |
| Латыши         | 2303                     | 94,00 %  |
| Русские        | 45                       | 1,84 %   |
| Белорусы       | 34                       | 1,39 %   |
| Украинцы       | 5                        | 0,20 %   |
| Поляки         | 6                        | 0,24 %   |
| Литовцы        | 48                       | 1,96 %   |
| Другие         | 9                        | 0,37 %   |
| всего          | 2450                     | 100,00 % |

## Территориальное деление
- Яунпилсская волость (латыш. Jaunpils pagasts)
- Виесатская волость (латыш. Viesatu pagasts)